# Józef Kański
Józef Kański (ur. 21 października 1928 w Warszawie, zm. 19 sierpnia 2023 tamże) – polski muzykolog, krytyk muzyczny, pisarz i pianista.

## Życiorys
W latach 1946–1954 studiował filologię klasyczną i muzykologię na Uniwersytecie Warszawskim, a w latach 1948–1955 teorię muzyki i kompozycję oraz fortepian w Państwowej Wyższej Szkole Muzycznej. W latach 50. występował jako pianista, m.in. z orkiestrą Filharmonii Narodowej nagrał IV Koncert fortepianowy Antona Rubinsteina.
Był znawcą problematyki teatru operowego. Od 1955 pracował dla wielu czasopism, był m.in. stałym recenzentem „Trybuny Ludu”. Od 1960 był członkiem kolegium redakcyjnego „Ruchu Muzycznego”, do którego pisał w latach 1957–2023. Publikował w brytyjskim magazynie „Opera”. Był też autorem omówień wielu płyt, m.in. z Polskich Nagrań. Pełnił rolę eksperta w dziedzinie muzyki klasycznej w teleturnieju Wielka Gra. 
Do jego publikacji książkowych należały m.in. Przewodnik operowy (pierwsze wydanie w 1963) i Mistrzowie sceny operowej (1974). 
W Akademii Muzycznej w Warszawie w latach 70. i 80. prowadził seminarium z krytyki muzycznej oraz wykłady z historii opery.
Od 1955 należał do zarządu i rady naukowej Towarzystwa im. Fryderyka Chopina.

## Odznaczenia i wyróżnienia
- Krzyż Kawalerski Orderu Odrodzenia Polski (1974)
- Odznaka „Zasłużony Działacz Kultury” (1975)[1]
- Srebrny Medal „Zasłużony Kulturze Gloria Artis” (2007)[7]
- Złoty Medal „Zasłużony Kulturze Gloria Artis” (2018)[7]
- Dyplom honorowy Związku Kompozytorów ZSRR (1979)[8]